# Veselina, Razgrad
Veselina (în bulgară Веселина) este un sat în comuna Loznița, regiunea Razgrad,  Bulgaria. 

## Demografie
Componența etnică a satului Veselina
     Turci (91,38%)
     Nicio identificare (8,28%)
     Altele (0,32%)
La recensământul din 2011, populația satului Veselina era de 917 locuitori. Din punct de vedere etnic, majoritatea locuitorilor (91,38%) erau turci. Pentru 8,28% din locuitori nu este cunoscută apartenența etnică.